# Coyote Peterson
Nathaniel Peterson (sinh ngày 1 tháng 9 năm 1980), thường được biết đến với "Coyote Peterson", là một nhà giáo dục hoang dã và YouTuber người Mỹ. Anh được biết đến với các video về cuộc sống hoang dã của anh trên YouTube, tải lên trên kênh YouTube của anh là Brave Wilderness.

## Sự nghiệp YouTube
Coyote Peterson tạo kênh Brave Wilderness vào ngày 8 tháng 9 năm 2014. Video đầu tiên của Peterson là Breaking Trail - Trailer, đã tải lên YouTube vào ngày 14 tháng 9 năm 2014.